# Archer (Iowa)
Archer é uma cidade localizada no estado americano de Iowa, no Condado de O'Brien.

## Demografia
Segundo o censo americano de 2000, a sua população era de 126 habitantes. 
Em 2006, foi estimada uma população de 120, um decréscimo de 6 (-4.8%).

## Geografia
De acordo com o United States Census Bureau tem uma área de 
0,2 km², dos quais 0,2 km² cobertos por terra e 0,0 km² cobertos por água.

## Localidades na vizinhança
O diagrama seguinte representa as localidades num raio de 16 km ao redor de Archer. 